# 松島宏
松島 宏（まつしま ひろし、1958年1月4日 - ）は、ラジオディレクター、プロデューサー。かつてニッポン放送、フジテレビなどに在籍していた。

## 来歴
横浜市生まれ。両親ともに医者の家系で、母方の叔父は脳神経外科学の権威で「もやもや病」の名付け親である鈴木二郎。詩人のサトウハチローも親戚の家系。4歳の時に父親が亡くなったことで、母親の故郷である仙台市に移り住んで育つ。
中学生、高校生時代の部活は放送部。NHK杯全国高校放送コンテストの朗読部門で宮城県で1位になって全国大会に進出し、4位に入っている。
慶應義塾大学文学部入学後は、情報の伝播（ニューズ・ディフュージョン、news diffusion）の研究を専攻。大学生時代は放送研究会に在籍。立教大学放送研究会の上柳昌彦は同い年で、大学生時代から仲が良かったという。
大学3年生の時、1979年6月24日に決勝大会が行われたニッポン放送主催の『第1回アマチュア声優コンテスト』約23,000人の応募者の中からグランプリに選ばれる。グランプリの特典は『未来少年コナン』の映画版の出演と当時ニッポン放送で放送されていたラジオドラマ番組『夜のドラマハウス』の出演で、有名声優らと実際に共演した。
NHKのアナウンス部とニッポン放送から内定をもらっていたが、思い入れがあるからとニッポン放送を選択し、大学卒業後1981年4月にニッポン放送入社。前述の上柳もこの時同期入社している。入社してすぐの頃は編成部に配属。1983年の秋に制作部員の一人が異動したため欠員が生じたことにより、当時の制作部長の亀渕昭信の推薦で、その補充という形で編成から制作部に異動。制作部ディレクターとして最初に担当した番組は、この年の10月から金曜2部（毎週金曜日深夜27:00〜29:00）でスタートした『鴻上尚史のオールナイトニッポン』。この番組での日比谷公園での「真夜中のジェンカ」、パノラマエクスプレスを借り切って「列車からの生放送」、「真夜中のコンビニエンスストア荒らし」、「ドラゴンクエストIII エンディング曲制作」、「10回クイズ ちがうね!」、「究極の選択」など、そして
『サンプラザ中野のオールナイトニッポン』の企画「幻の商売繁盛 えーらいこっちゃ」など多くの企画の仕掛人として知られるようになり、これらは自身が編成部にいた時に自局の夜ワイドの時間帯を脅かしていた『吉田照美のてるてるワイド』（文化放送）を研究する要員であり、同番組が標榜していたコンセプトが「バカバカしさの徹底追求」だったということもあって、この番組の「ティッシュペーパー空箱投げ大会」などといったバカバカしさに触発されたことが、ここで活きたと語っている。オールナイトニッポンでは鴻上尚史、サンプラザ中野、小泉今日子、松任谷由実の各番組のディレクターを務め、また同番組のチーフとして久本雅美、大槻ケンヂ、古田新太、吉井和哉らを起用した。
2006年、ニッポン放送の組織体制変更に伴いフジテレビに転籍、『アイドリング!!!』のゼネラルプロデューサーなどを務めたのち報道局報道記者。2018年に定年退職後、同年2月に番組制作会社のエル・ファクトリー（現・ミックスゾーン）に入社。2023年2月に退社し、その後はフリー。

## 人物・エピソード
- 編成部員時代、北陸放送のラジオプロデューサーだった金森千栄子の講演会で「知恵の譲り合い」という考え方を聞き、これはその後の自身の番組作りの指針のひとつになったという[2]。
- 生真面目な個性さから、パーソナリティと喧嘩することもあったという[2]。ラジオでの喋りに対して厳しいディレクターだったと言われ、特に『内海ゆたおの夜はドッカーン!』]に出演していた当時の内海ゆたお（現、笑組・ゆたか）に対してはダメ出しが多かったと言われる（内海ゆたおの夜はドッカーン!#エピソードの節も参照）。先輩ディレクターの森谷和郎は、「まっすぐで真剣」「パーソナリティとのコミュニケーション能力の点でずば抜けている」と松島を評価している[2]。

## 担当番組

### ニッポン放送時代
- 鴻上尚史のオールナイトニッポン
- サンプラザ中野のオールナイトニッポン
- 小泉今日子のオールナイトニッポン
- 松任谷由実のオールナイトニッポン
- 週刊ラジオアニメディア だんぜん!アニメNo.1
- ヤングパラダイス
- 南野陽子 落書きだらけのクロッキーブック
- 南野陽子 ナンノこれしきっ![1]
- 原田知世 星空愛ランド（1986年 - 1987年）
- 内海ゆたおの夜はドッカーン!
- 文夫と明子のラジオビバリー昼ズ（初代ディレクター）
- 内田有紀 夜空にYOU KISS!
- あなたとハッピー!
他

### フジテレビ時代
- アイドリング!!!（ゼネラルプロデューサー）
- デジ絵の文法（プロデューサー）
他